# Обед нагишом (фильм)
«Обед нагишом» (англ. Naked Lunch) — кинофильм Дэвида Кроненберга, снятый по мотивам одноимённой полуавтобиографической книги Уильяма С. Берроуза.

## Сюжет
Сюжет фильма представляет собой описание некоей причудливой смеси из реальной действительности и галлюцинаторного полупараноидального наркотического бреда, в которых живёт сорокалетний писатель-наркоман. Постепенно и незаметно для себя он перестаёт различать границу между реальностью и наркотическим бредом.
Билл Ли работает экстерминатором: он уничтожает тараканов. Однажды в его распылителе преждевременно заканчивается ядовитый порошок, и он узнаёт, что причина этому — его жена, которая использует отраву в качестве наркотика. Полиция арестовывает Ли, однако он принимает это за галлюцинации, вызванные соприкосновением с тараканьей отравой. Ли начинает полагать, что он — секретный агент, и его начальник (гигантский говорящий жук) выдаёт ему задание убить его жену Джоану Ли, которая, по словам жука, является агентом организации «Интерзона Инкорпорейтед». Послав жука и его инструкции куда подальше, Ли возвращается домой, где обнаруживает свою жену, занимающуюся полуизвращённым сексом с его друзьями. Он случайно убивает свою жену, пытаясь повторить легендарное деяние Вильгельма Телля.
«Выполнив» свою «миссию», Ли убегает в Интерзону и проводит всё время в написании «отчёта» о своей «миссии», который и становится книгой «Обед нагишом». Находясь в Интерзоне, печатные машинки Ли превращаются в живых существ — жуков, они дают ему советы относительно его «миссии». Кларк Нова, одна из машинок Ли, говорит ему, что он должен найти доктора Бенвея, совратив для этого Джоану Фрост, которая является двойником его мёртвой жены Джоан Ли.
Когда позже он обнаруживает, что Доктор Бенвей является главой наркокартеля, производящего новый наркотик — «чёрное мясо», Ли завершает свой отчёт и вместе с Джоан Фрост убегает из Интерзоны в Аннексию. Когда его встречают пограничники, Ли, вынужденный доказывать, что он писатель, стреляет в Джоан Фрост, так же как ранее в свою жену, и так же случайно убивает её. Увидев это, пограничники пропускают Ли в Аннексию.

## В ролях
| Актёр/Актриса       | Персонаж                        |
| ------------------- | ------------------------------- |
| Питер Уэллер        | Билл Ли                         |
| Джуди Дэвис         | Джоан Фрост и Джоан Ли          |
| Иэн Холм            | Том Фрост                       |
| Джулиан Сэндс       | Ив Клоке                        |
| Рой Шайдер          | Доктор Бенвей                   |
| Моник Меркюр        | Фадела                          |
| Николас Кэмпбелл    | Хэнк                            |
| Майкл Зелникер      | Мартин                          |
| Роберт Э. Силвермэн | Ганс                            |
| Джозеф Скорен       | Кики                            |
| Питер Боретски      | Голоса существ / ликвидатор № 2 |
| Юваль Даниэль       | Хафид                           |
| Джон Фризен         | Хаюзр                           |
| Шон МакКанн         | О’Брайен                        |
| Ховард Джером       | А.Дж. Коэн                      |

## Художественные особенности
Картина Кроненберга представляет собой крайне вольную интерпретацию скандального романа Уильяма Берроуза «Голый завтрак» (1959). В основу сценария фильма был положен не только упомянутый роман, но и другие произведения писателя, а также различные реальные факты из жизни Берроуза. Кроненберг задействовал в своей картине лишь некоторые элементы из «Голого завтрака» (Билл Ли, Доктор Бенвей, вымышленный наркотик «чёрное мясо», Интерзона, Аннексия и так далее), функции и взаимосвязь которых были основательно изменены по сравнению с историей, изложенной в романе Берроуза.

## Награды и номинации
- 1992 — участие в конкурсной программе Берлинского кинофестиваля.
- 1992 — участие в конкурсной программе фестиваля Фантаспорту.
- 1992 — 7 премий «Джини»: лучший фильм, лучшая режиссура (Дэвид Кроненберг), лучшая женская роль второго плана (Моник Меркюр), лучшая операторская работа (Питер Сушицки), лучшая работа художника-постановщика (Кэрол Спир), лучший звук, лучший монтаж звука. Кроме того, лента получила 3 номинации: лучшая мужская роль (Питер Уэллер), лучшая музыка (Говард Шор), лучшие костюмы (Дениз Кроненберг).
- 1993 — премия Лондонского кружка кинокритиков в категория «Лучшая актриса года» (Джуди Дэвис).